# Eta Pavonis
Eta Pavonis (η Pav, förkortat Eta Pav, η Pav) som är stjärnans Bayerbeteckning, är en ensam stjärna belägen i den västra delen av stjärnbilden Påfågeln. Den har en skenbar magnitud på 3,61 och är synlig för blotta ögat där ljusföroreningar ej förekommer. Baserat på parallaxmätning inom Hipparcosuppdraget på ca 9,3 mas, beräknas den befinna sig på ett avstånd på ca 352 ljusår (ca 108 parsek) från solen.

## Egenskaper
Eta Pavonis är en orange ljusstark jättestjärna av spektralklass K2 II, klassificerad mellan jätte och superjätte. Den har en radie som är ca 31 större än solens och utsänder från dess fotosfär ca 603 gånger mera energi än solen vid en effektiv temperatur på ca 4 700 K.